# Хачатурян, Хорен Григорьевич
Хорен Григорьевич Хачатурян (1913 год, Османская империя — дата смерти неизвестна) — звеньевой колхоза имени Куйбышева Гагрского района Абхазской АССР, Грузинская ССР. Герой Социалистического Труда (1949).

## Биография
Родился в 1913 году в Османской империи. Его семья бежала во время геноцида армян в Кутаисскую губернию Российской империи. Проживал в селе Цандрыпш Сухумского округа. Окончив местную школу, вступил в колхоз имени Куйбышева Гагрского района. Трудился табаководом. В конце 1940-х годов назначен звеньевым табаководческого звена.
В 1948 году звено Хорена Хачатуряна собрало в среднем с каждого гектара по 16,9 центнеров листьев табака сорта «Самсун № 27» на участке площадью 3,2 гектара и сорта «Самсун № 1857» — в среднем по 19,4 центнера с каждого гектара на участке площадью 0,5 гектара. Указом Президиума Верховного Совета СССР от 3 мая 1949 года «за получение высоких урожаев кукурузы и табака в 1948 году» удостоен звания Героя Социалистического Труда с вручением ордена Ленина и золотой медали «Серп и Молот».
Этим же указом званием Героя Социалистического Труда были награждены бригадир Андрей Васильевич Кирьяк и звеньевой Грач Капрелович Нубарян. В августе 1949 года званием Героя Социалистического Труда также был награждён табаковод колхоза имени Куйбышева Ованес Хачикович Текнеджян.
После выхода на пенсию проживал в селе Цандрыпш.
Дата смерти не установлена.